# Paulo Torquato
Paulo Henrique Torquato foi um jogador brasileiro de futebol americano que atuava como cornerback.
Defendeu a seleção brasileira no Mundial de 2015 em Canton, no Estado de Ohio, nos Estados Unidos.
Faleceu em 14 de dezembro de 2019, aos 27 anos, após a moto em que estava sofrer um acidente de trânsito na BR-470, na altura do município de Navegantes, em Santa Catarina.